# Scriptaphyosemion fredrodi
Scriptaphyosemion fredrodi är en fiskart som först beskrevs av Vandersmissen, Etzel och Berkenkamp, 1980.  Scriptaphyosemion fredrodi ingår i släktet Scriptaphyosemion och familjen Nothobranchiidae. Inga underarter finns listade i Catalogue of Life.